# Editorial Galaxia
La editorial Galaxia es una editorial española fundada el 25 de julio de 1950 en Santiago de Compostela que publica solo libros en lengua gallega. Ha editado alrededor de 2800 volúmenes y tiene en catálogo unos 1000 títulos. Su director es, desde octubre de 2023,  Xosé Manuel Soutullo España.

## Historia
Entre los fundadores de la editorial se encontraban Ramón Otero Pedrayo, Francisco Fernández del Riego, Ramón Piñeiro (su primer director literario y su gran animador intelectual), Xaime Isla Couto y otros, que formaban parte de lo más destacado de la intelectualidad gallega de la época. Entre ellos también se encontraban destacados industriales y filántropos gallegos, como Antonio Fernández López, creador de algunas de las más destacadas empresas gallegas hasta la actualidad, o Álvaro Gil Varela. La vocación del proyecto era recuperar para la lengua gallega su significación histórica y su valor cultural tanto en la creación como en la transmisión del pensamiento.
Domingo García-Sabell, Juan Rof Carballo, Celestino Fernández de la Vega, Ramón Piñeiro, Xaime Isla Couto y Francisco Fernández del Riego configuraron un núcleo de pensamiento que en la historia de la literatura gallega contemporánea se conoce como grupo Galaxia, célula activa de creación intelectual, en busca de un discurso moderno y universalista.
El origen intelectual de Galaxia está en el «Suplemento del Sábado» del periódico compostelano La Noche; aunque suspendido pronto por la administración franquista, en él empezaron a colaborar muchas personas que luego configuraron el fondo de la editorial.
El primer libro publicado fue Antífona da cantiga (1951), de Ramón Cabanillas.
Simultáneamente a la labor de edición de libros, Galaxia comenzó en 1951 a publicar una revista cultural, los Cadernos Grial (que fue pronto prohibida y no volvió a circular hasta 1963).
Asimismo, la editorial ha propulsado la creación de varias fundaciones culturales, como la Fundación Penzol, la Fundación Otero Pedrayo y la Fundación Isla Couto, y alguna revista más, como entre 1958 e 1968 la Revista de Economía de Galicia.
En 1985, Carlos Casares asumió la dirección de la editorial y animó un importante proceso de actualización y modernización de la misma. Se impulsa el diseño, la colección de literatura infantil y juvenil, Árbore y Costa Oeste, la edición de obras de ensayo, diccionarios, gramáticas y material escolar. La "Biblioteca Básica da Cultura Galega" reunió en 51 títulos lo más destacable de la historia y cultura de Galicia.
Entre sus directores se encuentran Francisco Fernández del Riego, Ramón Piñeiro, Carlos Casares (director también de Galaxia entre 1985 y 2002), Víctor F. Freixanes (2002-2016), Francisco Castro (2016-2023) y, en la actualidad, Xosé Manuel Soutullo.
En la presidencia del consejo de administración editorial estuvieron Ramón Otero Pedrayo (1950-1976), Domingo García-Sabell (1976-1980), Marino Dónega (1980-1996) y Xaime Isla Couto (1996-2012), Benxamín Casal Visal (2003-2013) y Antón Vidal Andión (desde 2015).

## Premios y galardones
- Medalla de Oro de Vigo de 2000
- Medalla de Oro de Galicia de 2008
- Premio Cultura Gallega a la Promoción Cultural de Galicia de 2010